# Vilagrasa
Vilagrasa (en catalán y oficialmente, Vilagrassa) es un municipio español de la provincia de Lérida, comunidad autónoma de Cataluña, con una superficie de 19,9 km², una población de 449 habitantes (INE 2008) y una densidad de población de 22,56 hab/km².

## Símbolos
El escudo de Vilagrasa se define por el siguiente blasón:
«Escudo losanjado cuartelado en sautor: 1º y 4º de azur, 5 bezantes de argén en cruz; 2º y 3º de oro, 4 palos de gules. Por timbre, una corona mural de villa.»
Fue aprobado el 16 de enero de 1998 y publicado en el DOGC el 11 de febrero del mismo año. El escudo representa, duplicadas, las armas propias y tradicionales de la villa (los bezantes de argén sobre camper de azur) y los cuatro palos del escudo de Cataluña, que recuerdan la jurisdicción real sobre la población: Alfonso I de Provenza le concedió la carta municipal en 1185, y Pedro III de Aragón le otorgó en 1301 los privilegios de celebrar una feria anual y un mercado semanal en 1328.

## Geografía
Integrado en la comarca de Urgel, se sitúa a 43 kilómetros de la capital provincial. El término municipal está atravesado por la autovía del Nordeste A-2 entre los pK 503 y 504, además de por la antigua carretera N-II y por la carretera C-53 que conecta con Balaguer. 
El relieve del municipio es predominantemente llano, salvo por alguna elevación en forma de páramo que se encuentra al sur y suroeste del pueblo. El río Ondara cruza el territorio procedente de Tárrega antes de pasar a Anglesola y conectar con los canales de regadío de la zona. La altitud oscila entre los 379 metros al sur y los 322 metros al norte. El pueblo se alza a 355 metros sobre el nivel del mar. 
| Noroeste: Anglesola           | Norte: Anglesola y Tárrega | Noreste: Tárrega |
| Oeste: Anglesola              |                            | Este: Tárrega    |
| Suroeste: Bellpuig y Preixana | Sur: Verdú                 | Sureste: Tárrega |

## Geografía humana

### Demografía
Cuenta con una población de 633 habitantes (INE 2024).
| Gráfica de evolución demográfica de Vilagrassa entre 1842 y 2021 |
| |
| Población de derecho según los censos de población del INE Población de hecho según los censos de población del INEEn estos censos se denominaba Villagrasa, Mompalé y Montalbo: 1842 En estos censos se denominaba Vilagrasa: 1857, 1860, 1877, 1887, 1897, 1900, 1910, 1920, 1930, 1940, 1950, 1960, 1970 y 1981 |

| 429                        | 425 | 402 | 449 |
| (Fuente: [cita requerida]) |     |     |     |